# Saint-Georges-Occitane
Pour les articles homonymes, voir Quartier Saint-Georges, Saint-Georges, Saint Georges (homonymie) et Georges.
Le quartier Saint-Georges est un quartier du centre-ville de Toulouse. Il s'articule autour de la place Occitane et d'un centre commercial. Le quartier ancien, réputé insalubre dans les années 1960, a fait l'objet d'une démolition systématique et d'une reconstruction d'immeubles dans le style de l'époque.

## Histoire

### Rénovation du milieu duXXesiècle
Dès 1939, des groupes privés ont envisagé la rénovation de ce quartier alors vétuste, mais doutant de la rentabilité de l'opération, ils abandonnèrent le projet.
En 1956, la municipalité de Toulouse décide de réaliser la transformation du quartier, et crée la Société d'équipements de la Haute-Garonne. Le périmètre d'opération alors défini fait sept hectares, composé de 67 % de bâtiments, 16 % de voies, 13 % d'espaces libres privés et 4 % d'espaces libres publics. La majorité des quelque trois cents immeubles de ce périmètre avaient été construits au début du XIXe siècle et à la fin du XVIIIe siècle, édifiés le long de rues étroites et tortueuses. Trois mille sept cents personnes vivaient dans ces logements insalubres (il n'y avait pas de tout-à-l'égout). À cause des revenus très modestes des habitants du quartier, et de la volonté d'une partie d'entre eux de rester proche du centre de la ville, leur relogement fut complexe, et les travaux de démolition ne commencèrent qu'en 1962. Le périmètre de rénovation final comptera un peu moins de 6 hectares, trois fois moins de logements que le quartier de 1957, avec un standing nettement plus élevé, ainsi que des administrations et des commerces de luxe. Les dernières maisons de l'ancien quartier seront détruites en 1973.

## Géographie
Le quartier s'étend dans une grande partie de l'hyper-centre de Toulouse. Il est délimité à l'ouest par la rue d'Alsace-Lorraine, la rue de Metz au sud, les boulevards de Strasbourg et Lazare-Carnot à l'est.
La place Jeanne d'Arc et le Monument aux combattants de la Haute-Garonne définissent respectivement les extrémités nord et sud-est.
Le quartier est situé à côté de ceux de Matabiau au nord-est, Saint-Aubin à l'est, Saint-Étienne au sud et du Capitole à l'ouest. Les quartiers des Carmes et d'Esquirol sont à proximité directe au sud-ouest.
Outre la place Saint-Georges, se trouve également dans le quartier la place Wilson, une des places les plus importantes de Toulouse.

## Lieux et monuments

### Monument publics

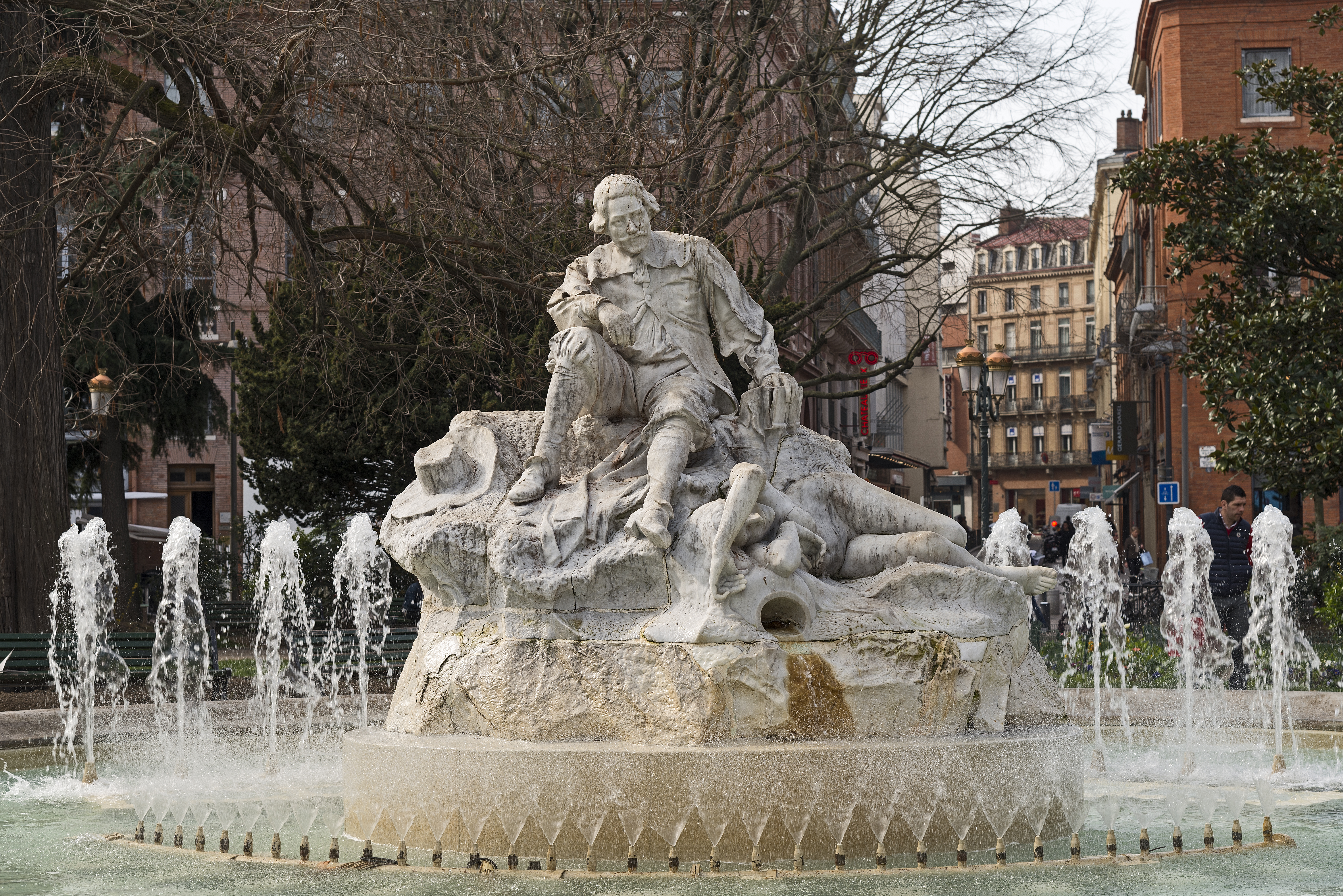
Fontaine de la place Wilson
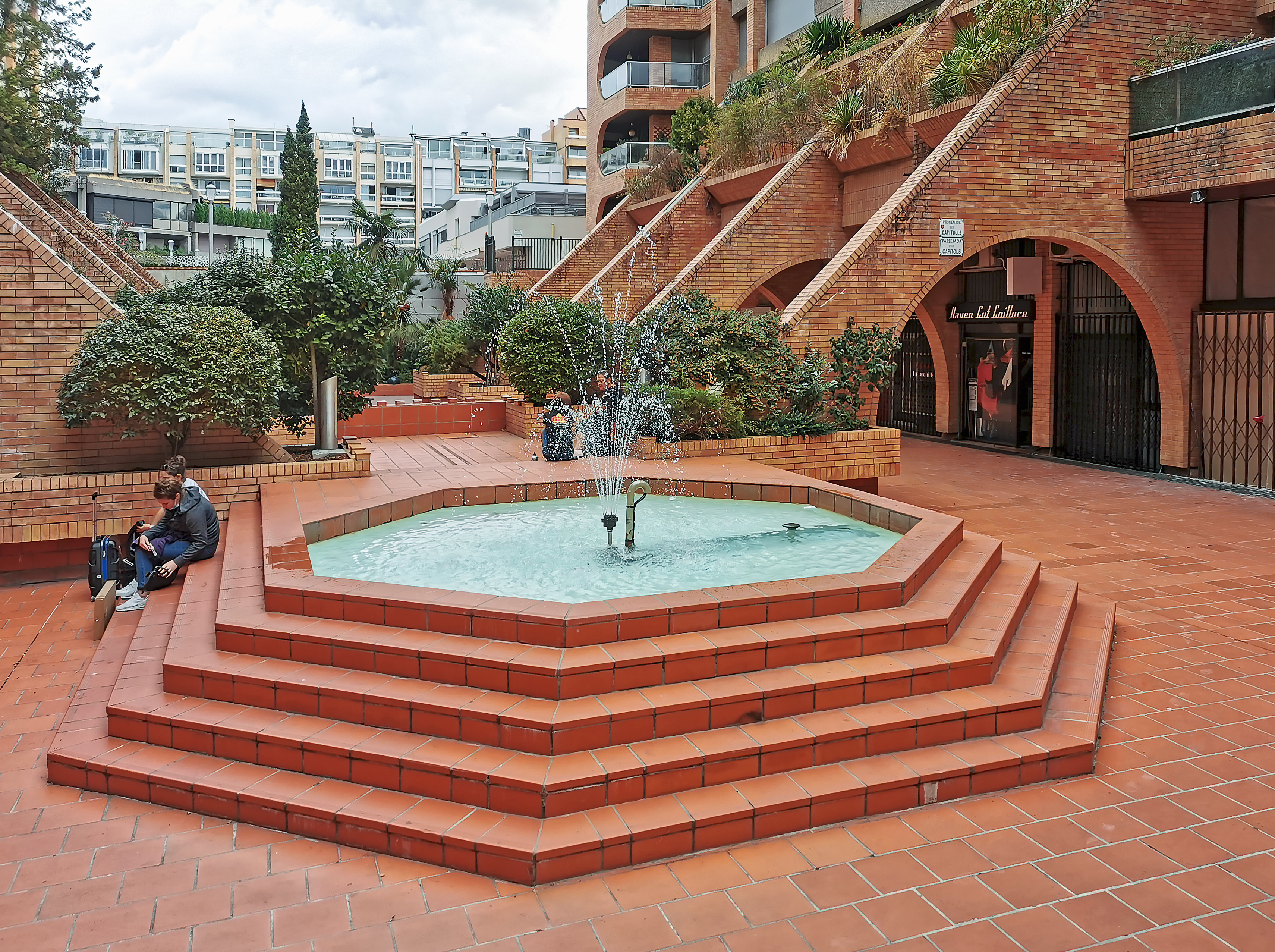
La Fontaine de la promenade des Capitouls

### Liens externes

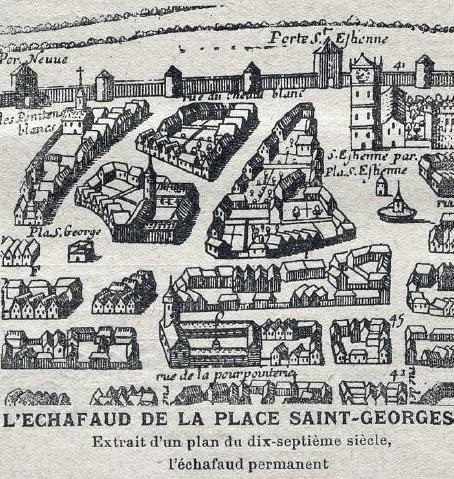
L'échafaud permanent de la place Saint-Georges (milieu à G.), au XVIIe siècle.

## Aménagement urbain
- L'Espace Saint Georges, un centre commercial.

## Voies de communications et transports

### Transports en commun
- Capitole
  - Ville (à proximité directe)

- Jeanne d'Arc
  - L1L9152329394570AéroportNoctambusCimetières

- Jean Jaurès
  - L1L8L9142329NoctambusVille
- François Verdier
  - L1L7L8L9142944